# Ferfay
 Ferfay  es una población y comuna francesa, situada en la región de Norte-Paso de Calais, departamento de Paso de Calais, en el distrito de Béthune y cantón de Auchel.

## Demografía
| 1137 | 1015 | 910 | 888 | 920 | 880 |
| Para los censos de 1962 a 1999 la población legal corresponde a la población sin duplicidades (Fuente: INSEE [Consultar]) |      |     |     |     |     |